# Wyżyna Synajska
Wyżyna Synajska (Dżabal at-Tih, Jabal at-Tīh) – wyżyna o lokalizacji 29°30′N, 34°00′E na półwyspie Synaj.